# Jan Varlich mladší z Bubna
Jan Varlich mladší z Bubna na Borovnici a Závrší (konec roku 1570 – 2. června 1635 Halle nad Sálou) byl český šlechtic z rodu Bubnů, vojevůdce, generál jezdectva stavovského vojska během českého stavovského povstání v letech 1618 až 1620 a posléze velitel armád bojujících proti katolickým silám během třicetileté války. Jakožto protestant byl po účasti v bitvě na Bílé Hoře a porážce povstání nucen opustit České království a účastnil se dalších válečných akcí. Rovněž se zapojil do jednání protestantských sil s vrchním velitelem habsburské císařské armády a mocným politikem své doby Albrechtem z Valdštejna.

## Životopis

### Mládí
Pochází z rodu, jehož jméno bylo odvozeno od hradu Buben, který stál na skalnatém ostrohu nad řekou Mží asi 4 km západně od Města Touškova. Narodil se patrně ve východních Čechách, v té větvi rodu, která vlastnila jen relativně skromný majetek. Byl synem Václava (Vaňka) z Bubna, na přelomu 60. a 70. let 16. století postupně usazeného na třech různých poplužních dvorech v okolí královského města Vysokého Mýta, a Bohunky, rozené Okrouhlické z Kněnic, která po své matce Bjancifoře z Pařízku zdědila ves Lipanskou Lhotu (dnes Malá Lhota) u Potštejna. Lipanská Lhota byla zároveň prvním Janovým majetkem, o který se ovšem dělil se svým bratrem Mikulášem mladším z Bubna.

### V císařské armádě
Již v mládí se rozhodl pro vojenskou kariéru. Šlechtický původ mu automaticky vynesl nejnižší důstojnickou hodnost a od roku 1593 se tak v Uhrách zapojil do nově započatých bojů s Turky vedených v rámci vleklých habsbursko-osmanských válek. Zde dosáhl hodnosti plukovníka. Roku 1604 se poprvé setkal s Albrechtem z Valdštejna, původem rovněž šlechticem z východních Čech, který se pak roku 1625 stal vrchním velitelem císařských vojsk. V té době byl již ženat se svou první manželkou Annou Mlázovskou z Dohalic, jejímž věnem byl dům v Kolíně. Již roku 1605 je však připomínán jako vdovec.
V době politické krize, která vyvrcholila podepsáním tzv. Rudolfova majestátu na náboženské svobody v roce 1609, byl po zformování stavovského vojska české zemské hotovosti zvolen spolu s Jindřichem Matyášem Thurnem a Linhartem Colonou z Felsu do nejvyššího velení uskupení, konkrétně jako velitel jezdectva. Vojsko bylo svoláno do Prahy, aby čelilo případným pokusům Rudolfa II. o vojenský zvrat napjaté situace. Podobnou pozici zastával Jan mladší z Bubna již během eskalace napětí mezi bratry Rudolfem II. a arciknížetem Matyášem, který s vojskem rakouských a moravských stavů přitáhl v létě 1608 ku Praze, avšak konflikt byl urovnán podepsáním Libeňského míru a vojska byla rozpuštěna. V roce 1608 zakoupil dvůr a tvrz Závrší a v roce 1617 také sousední statek Borovnici a spojil je do jednoho panství.

### České stavovské povstání

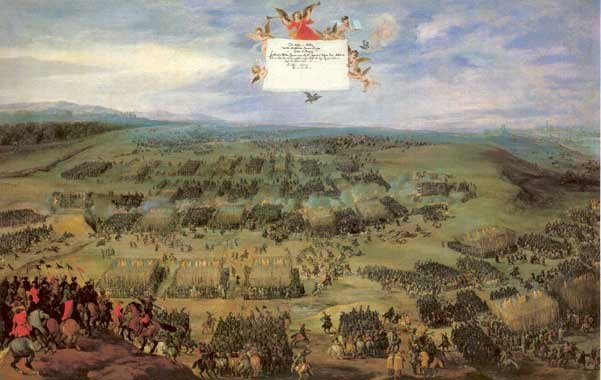
Bitva na Bílé Hoře

Po propuknutí českého stavovského povstání roku 1618 a aktivizování stavovského vojska pod vrchním velením hraběte Thurna byl Varlich povýšen na plukovníka strážmistra a nadále působil jako jeden z nejbližších Thurnových důstojníků. V této pozici se tak pak patrně osobně zúčastnil bitev u Čáslavi, u Pelhřimova, u Lomnice či u Záblatí. V polovině roku 1619 byl Ferdinand II. oficiálně sesazen českým zemským sněmem z českého trůnu a novým českým králem byl zvolen Fridrich Falcký. Jan Varlich mladší se pak od podzimu 1619 do jara 1620 účastnil stavovského tažení do Dolních Rakous, které mělo za výsledek neúspěšný pokus o obléhání Vídně, komplikované především rozvodněným Dunajem, a následné střety s Buqouyovou asi osmitisícovou armádou 10. února u Langenloisu a ve dnech 8. až 11. března pro stavovské vítěznou bitvu u Maisavy. Definitivní porážka rakouského tažení přišla 13. dubna v bitvě u Sitzendorfu. Zde se Jan Varlich údajně pokusil provedením jízdního výpadu o pomoc skupině Linharta Colony z Felsu vlákané do pasti císařských. Colona z Felsu nakonec v bitvě padl a celá výprava pak začala ustupovat do Čech. Bojů proti českým stavům zde se na straně císařského vojska zapojil Albrecht z Valdštejna. Následovalo několik menších bojových střetů na českém území zakončených bitvou na Bílé Hoře 8. listopadu 1620, ve které Varlich velel jízdnímu oddílu o síle asi 300 mužů.

### V exilu
Po porážcké stavovské armády v této bitvě následně uprchl před císařskou mocí, spolu s Thurnem, Fridrichem Falckým a mnohými dalšími, do nábožensky tolerantních oblastí v zahraničí. V Čechách byl v nepřítomnosti odsouzen k smrti a v rámci pobělohorských konfiskací i k propadnutí všeho majetku, který byl svěřen katolickým šlechticům. V exilu zpočátku působil ve vojsku Fridricha Falckého, rovněž bojoval na straně dánské armády, se kterou bojoval proti císařským silám ve Slezsku. Dne 3. srpna 1627 byl v bitvě u Bernsteinu zajat vojskem Albrechta z Valdštejna, ze zajetí byl propuštěn až po ukončení dánské války.
Spolu s Thurnem se ve 30. letech 17. století zapojil jakožto mluvčí české protestantské emigrace do vyjednávání s císařskou stranou. Stejně tak byl, spolu s dalšími českými exulanty, přítomen na schůzce s Valdštejnem, jemuž byla při jednání v Jičíně dne 16. května 1633 nabídnuta česká koruna, kterou Valdštejn odmítl. Posléze sloužil, stejně jako Jindřich Thurn, v řadách švédského vojska.

### Úmrtí
Okolo roku 1635 se přesunul do saského Halle, kde téhož roku 2. června zemřel ve věku 65 let.

### Rodinný život
Jeho první manželkou byla Anna Mlázovská z Dohalic, která zemřela před rokem 1605. Jeho druhou ženou pak byla Mariana z Bubnu.